# Donnerlippchen – Spiele ohne Gewähr
Donnerlippchen – Spiele ohne Gewähr war eine Fernsehspielshow, die vom WDR produziert und vom 4. Februar 1986 bis zum 30. April 1988 regulär dienstagabends um 20.15 (im Wechsel mit anderen Sendungen) im ersten Programm der ARD ausgestrahlt wurde. Insgesamt wurden 15 Sendungen produziert, die letzte Show lief am Samstagabend um 20.15 vor dem Grand Prix Eurovision 1988. Showmaster Jürgen von der Lippe moderierte diese sehr erfolgreiche Unterhaltungssendung, die bis zu 15 Millionen Zuschauer hatte, was einer Einschaltquote von 48 % entsprach. Die eher derben Spiele wurden teilweise von der englischen Spielshow Game for a Laugh übernommen, die ab 1987 im deutschen Kabelnetz auf SuperChannel lief.

## Inhalt
Das Programm der Show bestand aus Spielen mit einzelnen Zuschauern aus dem Studio. Der Gag bestand darin, dass der Spieler ein Faktum des Spiels nicht wusste. So war eine übliche Ankündigung von von der Lippe, nachdem der Kandidat das Studio für den Beginn des Spiels verlassen hatte: Was er/sie nicht weiß …. So konnte das Spiel so angelegt sein, dass er von vornherein nicht gewinnen konnte oder er unwissend auf einen in das Spiel eingeweihten Verwandten/Bekannten (Ehemann, -frau, Chef etc.) traf, dem er durch das Spiel dann unbemerkt „schadete“. Oft waren dabei die Figuren „Dr. Klinker-Emden“ (ein kahlköpfiger Muskelprotz mit Schnauzbart im Leopardenlendenschurz, dargestellt von Frank Schmidt (1949–2012)) und „Chappy, der Vollstrecker“ (ein hagerer Mann im schwarzen Anzug und mit schwarzem Hut, dargestellt von Andreas Kovac-Zemen, (um 1947–1992)) beteiligt. Die Zuschauer im Studio konnten in jeder Episode einen „Prominenten im Sack“ erraten.
Im Jahr 1988 wurden auch Ausschnitte, die mit versteckter Kamera gefilmt wurden, gezeigt.

## Kritik
Die Sendung wurde von der Kritik zunächst eher verhalten aufgenommen. Ende 1986 schrieb die Programmzeitschrift Hörzu:

„Ob Kuchenbacken am Laufband oder Tanzen auf dem Drahtseil – die Mitspieler ahnen meist schon, was kommt: Unter die Akteure wurde ein naher Verwandter eingeschleust. Nein, welche Überraschung! Damit man über Jürgen von der Lippe wieder mehr lachen kann, braucht er dringend Nonsens-Lieferanten.“

Der Spiegel fand die „vorsätzlich blöden Scherze“ der Pilotsendung eine „Nonstopserie von Albernheiten“, bei der Lippe „in der schmierig-tuntigen Manier eines Rummelplatz-Conferenciers mühelos jedes Niveau unterbietet“, die Frankfurter Rundschau sah den „Charme des Provinziellen“, Die Welt einen „Frohsinn jener Art, die seit Jahrhunderten von Jahrmarkt, Zirkus und Fernsehen betrieben wird“.